# Efferia nemoralis
Efferia nemoralis este o specie de muște din genul Efferia, familia Asilidae. A fost descrisă pentru prima dată de James Stewart Hine în anul 1911. Conform Catalogue of Life specia Efferia nemoralis nu are subspecii cunoscute.